# Campionato europeo maschile di pallacanestro Under-18 1990
Il 14º Campionato europeo di pallacanestro maschile Under-18 (noto anche come FIBA Europe Under-18 Championship 1990) si è svolto nei Paesi Bassi, presso Groningen e Emmen, dal 18 al 25 agosto 1990.

## Squadre partecipanti
| Squadre qualificate | Squadre qualificate |
| ------------------- | ------------------- |
| Cecoslovacchia      | Paesi Bassi         |
| Francia             | Polonia             |
| Germania Ovest      | Romania             |
| Grecia              | Spagna              |
| Italia              | Turchia             |
| Jugoslavia          | Unione Sovietica    |

## Primo turno
Le squadre sono divise in 2 gruppi da 6 squadre, con gironi all'italiana. Le prime due squadre si qualificano per la fase finale ad eliminazione diretta, la terza e la quarta invece passano alla fase per il 5º-8º posto, mentre le ultime giocano per il 9º-12º posto.

### Gruppo A
| Pos | Squadra          | G | V | P | PF  | PS  | DP   | Pt | Qualificazione                 |
| --- | ---------------- | - | - | - | --- | --- | ---- | -- | ------------------------------ |
| 1   | Italia           | 5 | 5 | 0 | 451 | 376 | +75  | 10 | Ammesse alla fase finale       |
| 2   | Unione Sovietica | 5 | 4 | 1 | 403 | 379 | +24  | 9  | Ammesse alla fase finale       |
| 3   | Grecia           | 5 | 3 | 2 | 430 | 149 | +281 | 8  | Ammesse al torneo 5º-8º posto  |
| 4   | Francia          | 5 | 2 | 3 | 397 | 408 | −11  | 7  | Ammesse al torneo 5º-8º posto  |
| 5   | Turchia          | 5 | 1 | 4 | 357 | 381 | −24  | 6  | Ammesse al torneo 9º-12º posto |
| 6   | Paesi Bassi (H)  | 5 | 0 | 5 | 322 | 397 | −75  | 5  | Ammesse al torneo 9º-12º posto |

| Giorno    | Squadra 1        | Risultato | Squadra 2        |
| --------- | ---------------- | --------- | ---------------- |
| 18 agosto | Grecia           | 86 – 77   | Francia          |
| 18 agosto | Italia           | 74 – 73   | Unione Sovietica |
| 18 agosto | Turchia          | 62 – 59   | Paesi Bassi      |
| 19 agosto | Unione Sovietica | 94 – 91   | Francia          |
| 19 agosto | Turchia          | 83 – 88   | Grecia           |
| 19 agosto | Italia           | 100 – 54  | Paesi Bassi      |
| 20 agosto | Unione Sovietica | 86 – 78   | Turchia          |
| 20 agosto | Italia           | 95 – 87   | Francia          |
| 20 agosto | Paesi Bassi      | 75 – 93   | Grecia           |

| Giorno    | Squadra 1   | Risultato | Squadra 2        |
| --------- | ----------- | --------- | ---------------- |
| 21 agosto | Francia     | 71 – 67   | Turchia          |
| 21 agosto | Italia      | 105 – 95  | Grecia           |
| 21 agosto | Paesi Bassi | 68 – 71   | Unione Sovietica |
| 22 agosto | Italia      | 77 – 67   | Turchia          |
| 22 agosto | Grecia      | 68 – 79   | Unione Sovietica |
| 22 agosto | Francia     | 71 – 66   | Paesi Bassi      |

### Gruppo B
| Pos | Squadra        | G | V | P | PF  | PS  | DP  | Pt | Qualificazione                 |
| --- | -------------- | - | - | - | --- | --- | --- | -- | ------------------------------ |
| 1   | Romania        | 5 | 5 | 0 | 384 | 346 | +38 | 10 | Ammesse alla fase finale       |
| 2   | Spagna         | 5 | 4 | 1 | 421 | 365 | +56 | 9  | Ammesse alla fase finale       |
| 3   | Jugoslavia     | 5 | 2 | 3 | 389 | 362 | +27 | 7  | Ammesse al torneo 5º-8º posto  |
| 4   | Polonia        | 5 | 2 | 3 | 387 | 423 | −36 | 7  | Ammesse al torneo 5º-8º posto  |
| 5   | Cecoslovacchia | 5 | 2 | 3 | 353 | 386 | −33 | 7  | Ammesse al torneo 9º-12º posto |
| 6   | Germania Ovest | 5 | 0 | 5 | 360 | 412 | −52 | 5  | Ammesse al torneo 9º-12º posto |

1. 1 2 3  Jugoslavia - DP: +20 / Polonia - DP: +6 / Cecoslovacchia - DP: -26

| Giorno    | Squadra 1      | Risultato | Squadra 2      |
| --------- | -------------- | --------- | -------------- |
| 18 agosto | Cecoslovacchia | 81 – 76   | Polonia        |
| 18 agosto | Jugoslavia     | 66 – 67   | Spagna         |
| 18 agosto | Germania Ovest | 71 – 76   | Romania        |
| 19 agosto | Spagna         | 118 – 84  | Polonia        |
| 19 agosto | Jugoslavia     | 72 – 75   | Romania        |
| 19 agosto | Germania Ovest | 65 – 70   | Cecoslovacchia |
| 20 agosto | Romania        | 83 – 76   | Cecoslovacchia |
| 20 agosto | Jugoslavia     | 74 – 85   | Polonia        |
| 20 agosto | Spagna         | 100 – 75  | Germania Ovest |

| Giorno    | Squadra 1      | Risultato | Squadra 2      |
| --------- | -------------- | --------- | -------------- |
| 21 agosto | Romania        | 71 – 62   | Spagna         |
| 21 agosto | Jugoslavia     | 88 – 57   | Cecoslovacchia |
| 21 agosto | Polonia        | 77 – 71   | Germania Ovest |
| 22 agosto | Polonia        | 65 – 79   | Romania        |
| 22 agosto | Cecoslovacchia | 69 – 74   | Spagna         |
| 22 agosto | Jugoslavia     | 89 – 78   | Germania Ovest |

## Fase a eliminazione diretta

### Tabellone principale
|  | Semifinali       | Semifinali       | Semifinali       |                  |        | Finale             | Finale             | Finale             |  |
|  |                  |                  |                  |                  |        |                    |                    |                    |  |
|  | Italia           | Italia           | 87               |                  |        |                    |                    |                    |  |
|  | Italia           | Italia           | 87               |                  |        |                    |                    |                    |  |
|  | Spagna           | Spagna           | 80               |                  |        |                    |                    |                    |  |
|  | Spagna           | Spagna           | 80               |                  | Italia | Italia             | 92                 |                    |  |
|  |                  |                  |                  |                  | Italia | Italia             | 92                 |                    |  |
|  |                  |                  | Unione Sovietica | Unione Sovietica | 79     |                    |                    |                    |  |
|  | Romania          | Romania          | Unione Sovietica | Unione Sovietica | 79     | 92                 |                    |                    |  |
|  | Romania          | Romania          |                  |                  |        | 92                 |                    |                    |  |
|  | Unione Sovietica | Unione Sovietica | 93               |                  |        | Finale 3º-4º posto | Finale 3º-4º posto | Finale 3º-4º posto |  |
|  | Unione Sovietica | Unione Sovietica | 93               |                  |        |                    |                    |                    |  |
|  |                  |                  |                  |                  |        |                    |                    |                    |  |
|  |                  |                  |                  |                  |        | Spagna             | Spagna             | 105                |  |
|  |                  |                  |                  |                  |        | Spagna             | Spagna             | 105                |  |
|  |                  |                  |                  |                  |        | Romania            | Romania            | 73                 |  |

### Tabellone 5º-8º posto
|  | Semifinali | Semifinali | Semifinali |            |         | Finale 5º-6º posto | Finale 5º-6º posto | Finale 5º-6º posto |  |
|  |            |            |            |            |         |                    |                    |                    |  |
|  | Grecia     | Grecia     | 88         |            |         |                    |                    |                    |  |
|  | Grecia     | Grecia     | 88         |            |         |                    |                    |                    |  |
|  | Polonia    | Polonia    | 97         |            |         |                    |                    |                    |  |
|  | Polonia    | Polonia    | 97         |            | Polonia | Polonia            | 75                 |                    |  |
|  |            |            |            |            | Polonia | Polonia            | 75                 |                    |  |
|  |            |            | Jugoslavia | Jugoslavia | 105     |                    |                    |                    |  |
|  | Jugoslavia | Jugoslavia | Jugoslavia | Jugoslavia | 105     | 88                 |                    |                    |  |
|  | Jugoslavia | Jugoslavia |            |            |         | 88                 |                    |                    |  |
|  | Francia    | Francia    | 71         |            |         | Finale 7º-8º posto | Finale 7º-8º posto | Finale 7º-8º posto |  |
|  | Francia    | Francia    | 71         |            |         |                    |                    |                    |  |
|  |            |            |            |            |         |                    |                    |                    |  |
|  |            |            |            |            |         | Grecia             | Grecia             | 74                 |  |
|  |            |            |            |            |         | Grecia             | Grecia             | 74                 |  |
|  |            |            |            |            |         | Francia            | Francia            | 80                 |  |

### Tabellone 9º-12º posto
|  | Semifinali     | Semifinali     | Semifinali  |             |         | Finale 9º-10º posto  | Finale 9º-10º posto  | Finale 9º-10º posto  |  |
|  |                |                |             |             |         |                      |                      |                      |  |
|  | Turchia        | Turchia        | 83          |             |         |                      |                      |                      |  |
|  | Turchia        | Turchia        | 83          |             |         |                      |                      |                      |  |
|  | Germania Ovest | Germania Ovest | 82          |             |         |                      |                      |                      |  |
|  | Germania Ovest | Germania Ovest | 82          |             | Turchia | Turchia              | 63                   |                      |  |
|  |                |                |             |             | Turchia | Turchia              | 63                   |                      |  |
|  |                |                | Paesi Bassi | Paesi Bassi | 61      |                      |                      |                      |  |
|  | Cecoslovacchia | Cecoslovacchia | Paesi Bassi | Paesi Bassi | 61      | 72                   |                      |                      |  |
|  | Cecoslovacchia | Cecoslovacchia |             |             |         | 72                   |                      |                      |  |
|  | Paesi Bassi    | Paesi Bassi    | 75          |             |         | Finale 11º-12º posto | Finale 11º-12º posto | Finale 11º-12º posto |  |
|  | Paesi Bassi    | Paesi Bassi    | 75          |             |         |                      |                      |                      |  |
|  |                |                |             |             |         |                      |                      |                      |  |
|  |                |                |             |             |         | Germania Ovest       | Germania Ovest       | 78                   |  |
|  |                |                |             |             |         | Germania Ovest       | Germania Ovest       | 78                   |  |
|  |                |                |             |             |         | Cecoslovacchia       | Cecoslovacchia       | 100                  |  |

### Risultati

#### Semifinali
| Arbitri: | Miguel Betancor Ioan Georgiu |

|           |       |          |
| Sarıca 38 | Punti | 24 Kress |

| Arbitri: | Bruno Duranti Iztok Rems |

|          |       |                    |
| Němec 26 | Punti | 19 van der Heijden |

| Arbitri: | Ulf Öhrman Mariss Bernats |

|                |       |              |
| Ballogannis 28 | Punti | 33 Zieliński |

| Arbitri: | Reuven Virovnik Karel Bruna |

|          |       |                     |
| Mršić 33 | Punti | 22 Bonato, Risacher |

| Arbitri: | William Jones Peter George |

|            |       |              |
| Buratti 24 | Punti | 20 Hernández |

| Arbitri: | Philippe Leemann Alain Styl |

|          |       |           |
| Alexe 33 | Punti | 30 Gračev |

#### Finali
| Arbitri: | Necip Kapanli Marek Nowicki |

|        |       |             |
| Ast 18 | Punti | 39 Michalík |

| Arbitri: | Philippe Leemann Ulf Öhrman |

|             |       |                    |
| Duraklar 21 | Punti | 20 van der Heijden |

| Arbitri: | William Jones Ioan Georgiu |

|              |       |           |
| Myriounīs 28 | Punti | 22 Bonato |

| Arbitri: | Miguel Betancor Peter George |

|                     |       |          |
| Beuge, Zieliński 21 | Punti | 21 Mršić |

| Arbitri: | Bruno Duranti Bart Van de Graaf |

|          |       |            |
| López 28 | Punti | 20 Mureșan |

| Arbitri: | Reuven Virovnik Iztok Rems |

|          |       |           |
| Fučka 25 | Punti | 22 Grezin |

## Classifica finale
| Campione d'Europa | Campione d'Europa | Campione d'Europa |
| --- | ----------------- | --- |
| Italia 4 Abbio, 5 Busca, 6 Bonsignori, 7 Fučka, 8 De Pol, 9 Ruggeri, 10 Buratti, 11 Portaluppi, 12 Semprini, 13 Meleo, 14 Frosini, 15 Ferroni |                   | |
| Argento | Unione Sovietica  | 4 Olbrekht, 5 Judin, 6 Petenev, 7 Karasëv, 8 Gutorov, 9 Okunsky, 10 Grezin, 11 Kudelin, 12 Kondratov, 13 Kurašov, 14 Gračev, 15 Mozhaev          |
| Bronzo | Spagna            | 4 García, 5 Barroso, 6 López, 7 Rovira Martos, 8 Hernández, 9 L. González, 10 Fabón, 11 Álvarez, 12 T. González, 13 Reyes, 14 Llopis, 15 Almeida |
| 4. | Romania           | |
| 5. | Jugoslavia        | |
| 6. | Polonia           | |
| 7. | Francia           | |
| 8. | Grecia            | |
| 9. | Turchia           | |
| 10. | Paesi Bassi       | |
| 11. | Cecoslovacchia    | |
| 12. | Germania Ovest    | |